# Living on My Own
Living on My Own – solowy utwór Freddiego Mercury’ego. Pochodzi z  Mr. Bad Guy i we wrześniu 1985 został wydany w Wielkiej Brytanii jako singel wraz z utworem „My Love Is Dangerous”. W USA utwór wydano w czerwcu 1985 wraz z „She Blows Hot & Cold” na stronie B singla.
W sierpniu 1993 dyskotekowy remiks utworu „Living on My Own” dotarł na 1. miejsce listy przebojów w Wielkiej Brytanii i utrzymał to miejsce przez 2 tygodnie.
Teledysk utworu przedstawia przyjęcie z okazji 39. urodzin Freddiego Mercury’ego, które miało miejsce w klubie Old Mrs. Henderson w Monachium.
Na liście przebojów Programu Trzeciego Polskiego Radia, zremiksowany utwór zadebiutował 23 lipca 1993 roku, dochodząc najwyżej do 3. pozycji i spędzając w zestawieniach 17 tygodni.